# Microsseguro
Microsseguro é uma modalidade de seguro destinada aos consumidores de baixa renda.

## Conceito
A definição clássica de microsseguro é apresentada pelo "Consultative Group to Assist the Poorest Working Group on Microinsurance" (CGAP), um dos mais ativos grupos na divulgação e pesquisas sobre o tema:
"Microsseguro é a proteção da população de baixa renda contra perigos específicos em troca de pagamentos regulares de prêmios proporcionais à probabilidade e custo do risco envolvido." (CHURCHILL 2006:12)
A melhor definição de microsseguro, no entanto, é a dada pela IAIS:
"Microsseguro é o seguro que é acessado pela população de baixa renda, ofertado por vários tipos de entidades diferentes, mas administrado de acordo com práticas geralmente aceitas em seguro (que devem incluir os Princípios Básicos de Seguro). Mais importante, isto significa que o risco segurado por uma apólice de microsseguro é gerido conforme os princípios de seguro e capitalizado por prêmios. A própria atividade de microsseguro, portanto, deveria estar dentro da alçada de um ente regulador/supervisor doméstico de seguros ou qualquer outro órgão competente dentro das leis nacionais de qualquer jurisdição." (IAIS 2007:10)
Aqui se encontram as principais características do microsseguro: a população de baixa renda como alvo, oferecendo proteção a riscos específicos (determinados nas condições da apólice), tendo como contraprestação a esta proteção o pagamento de certa quantia, o "prêmio", que por sua vez deverá guardar uma relação de proporcionalidade com relação às chances de o risco segurado ocorrer, mais custos.
Há, actualmente no mercado mundial, uma tendência de se perceber o microsseguro sob dois pontos de vista diferentes: um focado em estender proteção social para os pobres, de forma a amenizar a desigualdade social; outro, focado em oferecer um serviço financeiro essencial para as famílias de baixa renda ao desenvolver um modelo de negócios apropriado que permita que os pobres se tornem em um segmento de mercado rentável para o seguro comercial. Estes dois pontos, entretanto, não se excluem mutuamente, o que significa que seria possível uma abordagem comercial com responsabilidade social.

## Características
Conforme MATOS(2007:39), as principais características do microsseguro são:
- Direcionado para pessoas de baixa renda
- Relevantes para a realidade do segurado
- Amplamente inclusivo, com poucas exclusões
- Documentação de fácil acesso para reclamação de sinistro
- Apólices com condições simples e fáceis de entender
- Produtos massificados (Precificação baseada no coletivo)
- Baixo valor máximo segurado
- Prêmios de baixo valor
- Flexibilidade de pagamento de prêmio
- Esforço para criar cultura de seguro no cliente
- Canais alternativos de venda

## Distribuição do Microsseguro
Um dos maiores desafios para o microsseguro é a entrega real aos clientes. Os métodos e modelos para fazer isso variam dependendo da organização, instituição e fornecedor envolvido. Como Dubby Mahalanobis declara, é preciso ser minucioso e cuidadoso ao fazer as políticas, caso contrário, o microsseguro poderia causar mais danos do que benefícios. Existem várias formas de levar o microsseguro aos seus consumidores, todas elas derivadas dos quatro modelos de distribuição que se firmaram como típicos de microfinanças: o Modelo Comunitário, o Modelo Provedor, o Modelo Serviço Completo, e o Modelo de Parceria (explicações conforme MATOS, 2007:42-44).
- Modelo Comunitário (community-based model): é praticado por associações em forma de mútuas (companhias de propriedade de seus clientes). Após as deduções para formação/manutenção de reservas, os lucros são distribuídos para os clientes-proprietários, geralmente de forma proporcional aos negócios que eles mantêm com a companhia (CHURCHILL 2006:341).[2] As associações de mútuas podem ser divididas em companhias de seguro mútuo (v.g. cooperativas de seguro), redes de cooperativas financeiras (v.g. cooperativas de crédito e poupança) que fornecem seguro como um serviço agregado, e redes de associações de seguro mútuo, criadas com o único propósito de fornecer seguro para os seus membros.
- Modelo Provedor (provider model): é usado principalmente para microsseguros de saúde e acidentes pessoais. Neste modelo, o provedor de serviços (particularmente de serviços de saúde, tais como clínicas e hospitais) adentra na atividade de seguros para gerar maior volume de negócio em determinadas localizações. Através disso, ele possibilita o acesso a planos de saúde a diferentes preços para segmentos diferentes da população (CHURCHILL 2006:410).[2]
- Modelo Serviço Completo (full service model): é bem semelhante ao Modelo anterior; porém aqui o provedor de serviços (especialmente serviços de saúde) não atua na atividade de seguradora. Ele se responsabiliza por todos os aspectos da elaboração do produto, vendas, serviços e reclamações, enquanto a seguradora é responsável pelos custos e perdas relativos ao seguro, retendo todos os ganhos. Este modelo fica entre o modelo Provedor e o modelo de parceria, ocorrendo em geral como derivação e desenvolvimento do modelo Provedor.
- Modelo de Parceria (partner-agent model): é aquele em que as seguradoras atuam em parceria com agentes distribuidores. Neste modelo, as seguradoras normalmente se associam com agentes que já contam com uma grande base instalada de clientes – em geral IMFs bem estabelecidas, embora seja possível outros parceiros, como grandes redes de lojas varejistas (nacionais ou regionais), etc. – em geral por meio de uma única apólice em grupo. No caso de parceria com IMFs, estas se beneficiam pela expansão de sua linha de produtos (pois passa a oferecer produtos de microsseguro), proteção extra para si e para seus clientes (pois evita a contaminação do grupo por uma crise pessoal), além de ser uma fonte extra de renda (a comissão pela comercialização do seguro).